# پلوروموتیلین
پلوروموتیلین (به انگلیسی: Pleuromutilin) با فرمول شیمیایی C۲۲H۳۴O۵ یک ترکیب شیمیایی با شناسه پاب‌کم ۳۱۳۲۶ است. که جرم مولی آن ۳۷۸٫۵۰۲ g/mol می‌باشد. 